# علامة ويسترمارك
علامة ويستر مارك (بالإنجليزية: Westermark sign)‏، هي علامة طبية تظهر في تصوير الصدر الإشعاعي في حالات الإنصمام الرئوي؛ حيث تُظهِر بؤرة لإنخفاض التروية الدموية (مما يؤدي إلى إطباق الوعاء الدموي) بعيداً عن الانصمام الرئوي. تظهر علامة ويستر مارك في 2% فقط من حالات الانصمام الرئوي.
تظهر هذه العلامة كنتيجة لاجتماع حالتين:
- أولاً، التوسع في الشرايين الرئوية القريبة من الصمة الرئوية
- ثانياً، إطباق الشرايين الرئوية البعيدة، مما يجعلها تظهر كقطع حاد في الاشعة.

## الحساسية والنوعية
علامة ويسترمارك مثل حدبة هامبتون، تصل نسبة الحساسية إلى 11% وهي نسبة منخفضة، بينما تصل النوعية إلى 92% للصمة الرئوية.

## التسمية
سُمّيت نسبةً إلى أخصائي الأشعة السويدي نيلس ويسترمارك الذي وصفها لأول مرة.